# San Bonifacio (Italia)
San Bonifacio (San Bonifaso in veneto) è un comune italiano di 21 332 abitanti della provincia di Verona in Veneto.

## Geografia fisica
San Bonifacio dista 26 chilometri a est di Verona. Confina con la provincia di Vicenza.
È facilmente raggiungibile grazie all'autostrada A4 (uscita Soave-San Bonifacio), alla strada regionale 11 ed alla linea ferroviaria Milano - Venezia.
Come giurisdizione ecclesiastica il Comune di San Bonifacio appartiene alla diocesi di Vicenza e comprende le parrocchie del Duomo (patrono Sant'Abbondio, ma chiesa dedicata a Santa Maria Maggiore), del quartiere Praissola (San Giuseppe lavoratore), di Villanova (San Pietro; titolo abbaziale), di Prova (patrono San Biagio, ma chiesa dedicata alla Presentazione della Vergine Maria), di Lobia (Santa Lucia) e di Locara (San Giovanni Battista). È distante 29 km da Vicenza, 60 km da Padova, 95 km da Venezia, 100 km da Treviso, 70 km da Rovigo e 145 km da Belluno. Il territorio comunale è attraversato da tre fiumi: l'Alpone; il torrente Chiampo e il Tramigna con gli ultimi due fiumi che confluiscono nel fiume Alpone prima del centro abitato

## Storia

### Le origini e l'epoca romana
Nella zona di San Bonifacio probabilmente esistevano piccoli villaggi (vicus o pagus) fin da epoche remote con epicentro sull'altura della Motta, tuttavia non se ne hanno prove documentarie o archeologiche.
Di epoca romana abbiamo l'ara dedicata a Mercurio (attualmente murata, come pietra angolare, nel campanile della chiesa parrocchiale), un'ara di marmo dedicata a Giove, una lapide funeraria (entrambe nella cripta dell'abbazia di Villanova) e iscrizioni trovate a Villabella (ora in musei di Verona).
La via Postumia attraversava (probabilmente) a nord il territorio di San Bonifacio. In particolare, a Villanova, venne trovato nel 1942 (in occasione dell'allargamento dell'ex SS 11), a circa due metri sotto il letto del torrente Tramigna (che qui si getta nell'Alpone) un ponte romano sovrastato da una via romana dai caratteristici blocchi di sasso nero, consumati dal passaggio di ruote.
Si è inoltre confermato che già in epoca romana i confini tra Verona e Vicenza passavano per la frazione Locara: infatti la strada Lobia - Locara costituiva l'ultimo cardine orientale della centuriazione dell'agro veronese di Colognola ai Colli (oltre questa strada iniziava la centuriazione di Lonigo).
Nella frazione di Lobia, nel 1490, venne scoperto un importantissimo cippo romano (attualmente presso il Museo Lapidario Maffeiano di Verona) che indicava i confini tra il territorio romano d'Este e quello di Vicenza.

### Il Medioevo

Stemma antico dei Sambonifacio: D'oro, all'aquila di nero.

Questo confine fu mantenuto anche durante il periodo medievale fino ad arrivare ai nostri giorni, nonostante modesti cambiamenti. Importante è la località chiamata "Torri di Confine" con la sua chiesetta dedicata a San Michele Arcangelo, venerato (specie dai Longobardi) come difensore dei confini.
È proprio un luogo di culto come la chiesetta di San Michele a Torri di Confine in Locara a testimoniare la presenza longobarda sul territorio del comune sambonifacese mentre monaci benedettini, tra VI e VII secolo d.C. edificarono l'abbazia di Villanova dedicandola a San Pietro (probabilmente in sostituzione di un antico tempio pagano dedicato a Giove).
La storia riferisce che intorno al 763, sant'Anselmo del Friuli, fondatore del monastero di Nonantola, fece costruire una chiesetta ai confini della diocesi vicentina, dedicandola a San Pietro. Questa si presume possa essere stata, nella sua struttura originaria, nell'abside destra dell'abbazia di Villanova. I benedettini chiamarono a raccolta gli abitanti del luogo e col loro aiuto bonificarono l'intera campagna che dalla Postumia si estendeva fino all'Adige.
Nel periodo carolingio la zona di San Bonifacio rientrava nel Comitato Vicentino che si estendeva verso occidente ben oltre gli attuali confini della provincia di Vicenza visto che comprendeva località come Porcile (l'odierna Belfiore), Montecchia di Crosara, Arcole ed Albaredo d'Adige.
Di pari estensione era la Diocesi vicentina, tant'è che ancora il Comune di San Bonifacio, pur essendo in provincia di Verona, ne fa parte.
Dissolto l'impero carolingio, la minaccia veniva da est ed erano gli Ungari: probabilmente il castello della Motta venne costruito in tal occasione.
Nella zona "sambonifacese" esistevano già degli agglomerati rurali e, con la disgregazione del Comitato vicentino, il marchese Milone di San Bonifacio, di origine franca e capostipite della famiglia dei Conti di San Bonifacio, approfittò della situazione per estendere i suoi domini anche in queste terre "sambonifacesi" dando così l'attuale nome al paese.
La Famiglia dei Conti di San Bonifacio primeggiò per quasi due secoli nella Città di Verona, della quale i San Bonifacio furono anche spesso Conti e Podestà.
Il testamento di Milone (955) parla di un castello e di una cappella dedicata a San Bonifacio. Questa chiesetta, di cui non resta nulla (ma si sa che si trovava all'interno delle mura del castello sulla Motta) diede probabilmente il nome al castello ma anche a tutto il territorio (da qui il nome del paese) in parte incolto e coperto da boschi e paludi e in parte coltivato (terre appartenenti ai Conti ma anche all'abbazia di Villanova). Intorno al XII secolo, nel territorio fra il castello della Motta e l'abbazia, stava nascendo una numerosa comunità rurale; per tale motivo si costruì una nuova chiesa dedicata a Sant'Abbondio (vicino alle mura del castello), una pieve che possedeva alcuni terreni nella zona.
Sempre nel XII nacquero alcune realtà rurali come i Comuni di San Bonifacio, di Villanova e Locara (ma sarà il primo ad avere un territorio molto grande). Non è un caso che la chiesa di Sant'Abbondio venga costruita fuori dalle mura e a Locara si costruisca una nuova chiesa indipendente dall'abbazia di Villanova: questi sono segni di una volontà d'indipendenza come quella di un comune rurale. Nel 1222 abbiamo il primo documento che dimostra l'esistenza della chiesa di Santa Maria Maggiore (dove ora sorge, con stesso titolo, il duomo), chiesa nella quale si trasferì l'arciprete di Sant'Abbondio ancora prima della distruzione del castello. Sia la chiesa di Sant'Abbondio che la chiesetta di San Bonifacio, infatti, vennero distrutte nel 1243 assieme al castello dal tiranno Ezzelino da Romano (che già aveva assediato il castello nel 1237). San Bonifacio, passata sotto il dominio scaligero, divenne così una villa di confine e la sua Pieve dipendeva dalla Diocesi di Vicenza. Per assicurarsi la fedeltà dei sambonifacesi, nel 1299 Bartolomeo della Scala stipulò un patto col Comune di San Bonifacio (ripreso da tutti i successivi dominatori di Verona). Sotto Cansignorio della Scala il territorio scaligero venne ordinato in Capitaniati ovvero aggregazioni di Comuni; la zona sambonifacese apparteneva al Capitaniato con centro Soave. I Capitaniati, ebbero però breve durata e a fine Trecento furono sostituiti dai "Vicariati" aventi minore estensione. Sede del Vicariato nella zona divenne San Bonifacio con giurisdizione su località come Torri di Confine, Locara e Villanova. Ad una maggior potenza del Comune sambonifacese corrispondeva il periodo di decadenza dell'abbazia di Villanova. La dominazione veneziana portò (con la pace) un aumento dei traffici e degli scambi commerciali tra i prodotti rurali e quelli della città. Per questo nel secolo XV San Bonifacio godette di una gran prosperità arricchendosi di estese campagne, ricostruendo molte case in muratura, allargando l'area abitativa del paese e vedendosi riconfermare nel 1407 i privilegi concessi dal patto del 1299. Dell'aumentata ricchezza della zona ne approfittano anche l'Abate di Villanova e l'Arciprete della pieve di San Maria Maggiore. Il primo, Guglielmo da Modena, tra fine Trecento e inizio Quattrocento fece restaurare l'abbazia dopo un lungo periodo di decadenza e le restituì gran parte del perduto prestigio. Fu lui a far elevare l'enorme cuspide del campanile di Villanova e, probabilmente, fu sempre lui ad arricchire la chiesa con l'ancona absidale.
L'Arciprete della pieve, invece, nel 1417 promosse l'ampliamento della chiesa di Santa Maria-Sant'Abbondio, ormai incapace ad accogliere le persone che in sempre maggior numero assistevano alle celebrazioni sacre. Oltre alla chiesa appena citata venne costruita anche un'altra chiesa (dove ora si trova il Cinema Centrale) detta di Santa Maria della Misericordia oppure della Disciplina, con accanto un piccolo ospedale (adesso entrambi distrutti).
Sarà presa invece a fine Quattrocento la decisione di ricostruire la chiesa di Sant'Abbondio nel luogo dove si trovava (ovvero fuori dalle mura del distrutto castello).

### L'età moderna
La rinascita dell'abbazia di Villanova durò poco visto che dal 1450 al 1562 venne data in "commenda perpetua e talora ereditaria" ad altissimi prelati (molti dei quali vissero a Roma) facendo così cadere la vita monastica e l'interesse per la cura d'anime a favore di riscossione di decime e livelli.
Nel 1562, a seguito del Concilio di Trento, i frati benedettini rinunciarono all'abbazia di Villanova e a loro subentrarono gli Olivetani, anch'essi aventi per regola quella benedettina. San Pietro di Villanova restò dunque per qualche tempo aggregato al monastero (olivetano anch'esso) di Santa Maria in Organo di Verona ma poi, a fine Cinquecento, la vita monastica riprese.
Dopo la peste del 1630 e le guerre (specie nel Cinquecento) la popolazione lentamente si stava riprendendo.
Nel 1743 l'arciprete di Santa Maria Maggiore segnalò al Comune la cattiva situazione della sua chiesa (tanto che una visita pastorale del 1745 segnalerà la mancanza di vetri alle finestre) che era divenuta piccola per le necessità dell'epoca. Nel 1753 iniziarono i lavori (mentre la chiesa vecchia veniva incapsulata in quella nuova, permettendo così la continuità dei divini offici) ma questi durarono a lungo e procedettero con lentezza (per motivi finanziari ma anche di continui cambi di direzione della costruzione) fino agli anni sessanta dell'Ottocento. L'8 settembre 1883 la chiesa venne consacrata ufficialmente.
Mentre si edificava la nuova parrocchiale, il Senato della Serenissima soppresse il monastero di San Pietro di Villanova (1771). L'abbazia diveniva così sottoposta alla giurisdizione della Diocesi vicentina.
Era arrivata l'epoca napoleonica e l'11 novembre 1796, prima della celebre battaglia d'Arcole, Napoleone fu sconfitto a Villanova in uno scontro furioso contro il generale austriaco Alvinczy che vi aveva posto il quartier generale. Dello scontro restano alcune tracce (lasciate dai proiettili dei cannoni) visibili sulle murature dell'abbazia e del suo campanile. Oltre 400 soldati francesi, feriti o ammalati, furono ammassati nell'antico complesso monastico. In seguito, comunque, il generale francese vinse ad Arcole: San Bonifacio risentì solo marginalmente della battaglia.

### L'età contemporanea
Ciò che cambiò profondamente il paesaggio sambonifacese sarà, negli anni cinquanta dell'Ottocento il tracciato della "strada ferrata lombardo-veneta" detta anche "Ferdinandea". Essa aveva una stazione (eretta nel 1849) nel Comune di San Bonifacio e lo attraversava interamente collegando Milano a Venezia. Fu una fortuna per l'economia locale.
Vista l'importanza come centro del Distretto austriaco, il livello economico di molti cittadini e la facilità di comunicazione con i comuni vicini e con le città di Verona e Vicenza, San Bonifacio fu uno dei pochi comuni dotati di un teatro stabile durante la dominazione austriaca: era il "Teatro Adelfico".
Nel 1876, con San Bonifacio nel regno d'Italia, si costruì l'odierno Municipio, realizzato su disegno di Antonio Caregaro Negrin. Nello stesso anno si sostituì il vecchio ponte sull'Alpone (quello che conduceva alla Motta) con un altro avente strutture in ferro ma più basso degli argini.
Per favorire l'attività produttiva agricola, nel 1892, venne costituita l'Associazione Agraria del Basso Veronese che prese successivamente il nome di Unione dei Consorzi Agrari di Legnago, Cologna Veneta, Isola della Scala, Sanguinetto e San Bonifacio. Fu grazie all'Unione che si sviluppò in maniera particolare la coltivazione delle barbabietole da zucchero che portarono alla costruzione dello zuccherificio a Villanova (edificio esistente, esempio di archeologia industriale seppure in stato di abbandono. Da poco completamente restaurato ed abito a sale polifunzionali). Altro campo d'intervento fu la zootecnia per cui venne rilanciata l'antica Fiera di San Marco in occasione del 25 aprile e continuò la felice tradizione della Fiera di San Michele (che prima si svolgeva a Torri di Confine) il 29 settembre.
Verso la fine del XIX secolo Locara volle dotarsi di una chiesa più grande per soddisfare le esigenze della popolazione aumentata. Così nel 1875 vennero gettate le fondamenta del nuovo edificio sacro poco lontano dalla vecchia chiesa del 1750. I lavori però si bloccarono e ripresero solamente nel 1906 e, nel 1911, il parroco benediceva il nuovo edificio (consacrato, in seguito a nuovi lavori, nel 1927).
Agli inizi del XX secolo venne restaurata anche l'antica chiesa di Sant'Abbondio.
Altri episodi da segnalare nella prima metà del Novecento sono la bonifica della valle Zerpana nel primo dopoguerra, la nascita della parrocchia di Lobia (1925), l'inaugurazione dell'ospedale Zavarise Manani (1933), la nascita dell'oratorio con la chiesa di San Giovanni Bosco (1935), la costruzione della nuova chiesa di parrocchiale di Prova (anni quaranta).
Durante la seconda guerra mondiale, causa la linea ferroviaria e il ponte per Monteforte d'Alpone, il paese e le sue vicinanze subirono bombardamenti e mitragliamenti intensi (provocando anche alcuni morti e sfiorando l'abbazia di Villanova).
Nel 2014 il ponte della Motta viene rimosso per consentire la messa in sicurezza degli argini e sostituito da una passerella pedonale.
Il ponte nuovo viene inaugurato dal sindaco il 19 ottobre 2017.

### Simboli
Lo stemma adottato dal comune di San Bonifacio è rappresentato da uno scudo inquartato: nel primo e nel quarto di azzurro, alla stella di sei raggi d'oro; nel secondo e nel terzo palato di nero e d'argento; il tutto col capo di azzurro, alla croce d'oro. Ornamenti esteriori da Comune.
Esso riprende con qualche modifica il blasone della famiglia Sambonifacio (o San Bonifacio): inquartato: nel 1° e 4° di azzurro, alla stella di sei raggi d'oro; nel 2° e 3° palato d'argento e di nero; il tutto col capo di argento, alla croce di rosso. Gli smalti del palato sono stati invertiti e il capo sostituito dalla croce d'oro in campo azzurro simbolo di Verona.
Il gonfalone è costituito da un drappo di stoffa bianca, caricato dello stemma comunale, con la iscrizione dorata "Comune di San Bonifacio", terminante in basso a greca a tre punte con frange.

## Monumenti e luoghi d'interesse

### Architetture religiose
- Abbazia di San Pietro - VII secolo

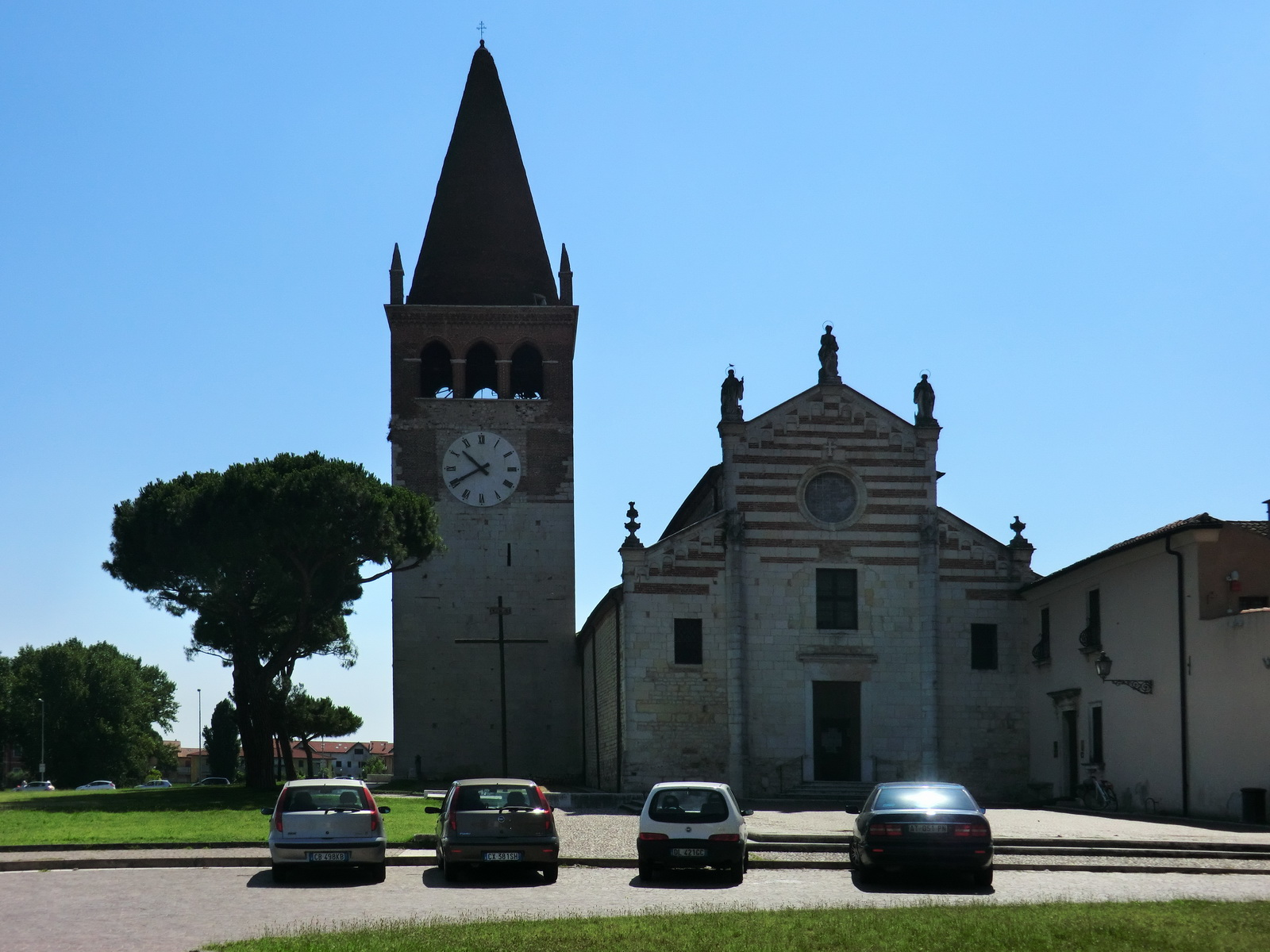
Abbazia di San Pietro in Villanova

L'abbazia romanica di San Pietro di Villanova, sicuramente l'edificio storico più interessante del paese, venne costruita nel VII secolo, è facilmente visibile (e raggiungibile) vista la sua vicinanza all'ex-SS 11 (ora strada regionale). È una chiesa in stile romanico a tre navate con tre absidi rivolte verso est.
- Duomo di Santa Maria Maggiore - XII secolo

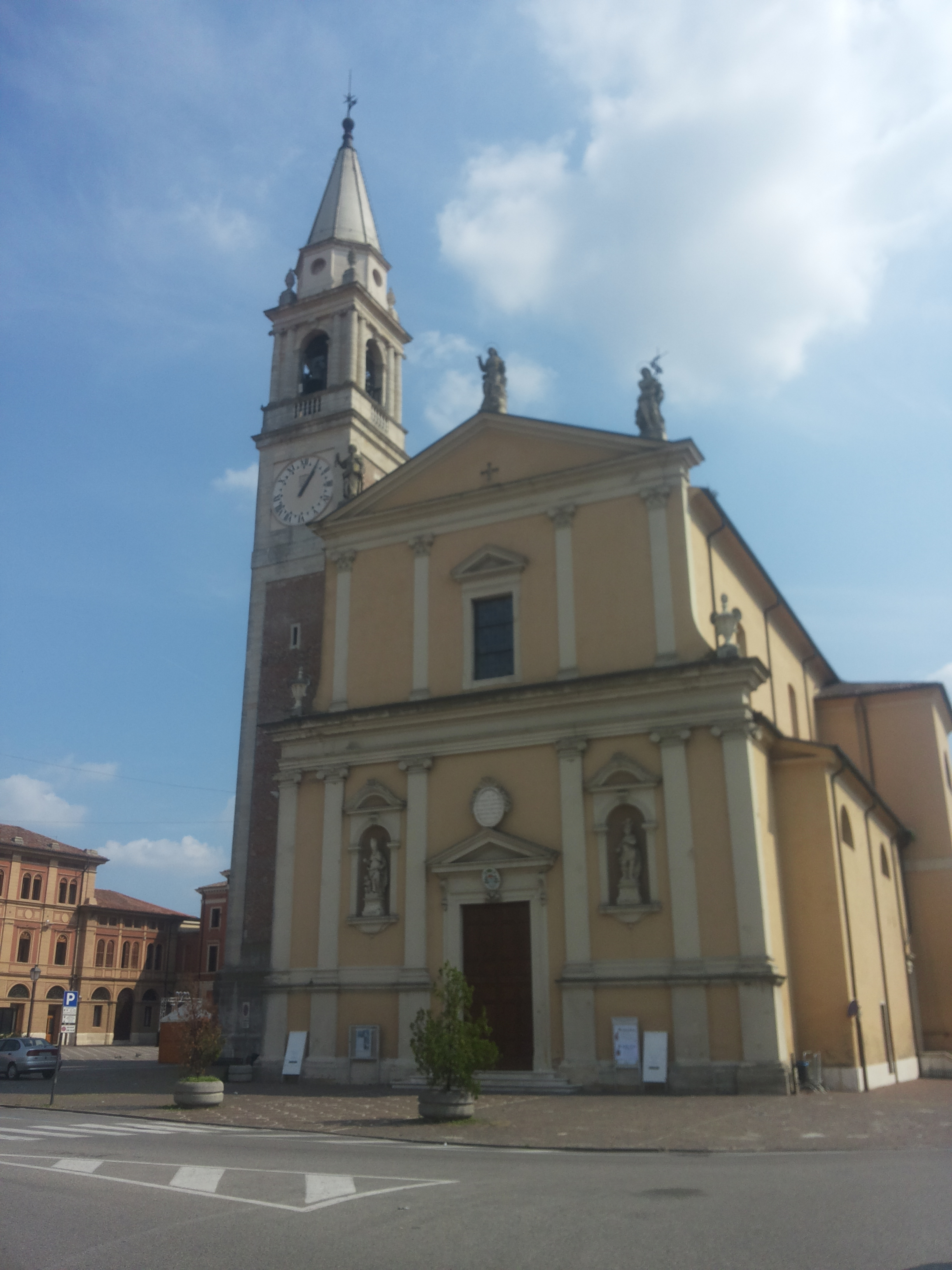
Duomo di Santa Maria Maggiore

La chiesa parrocchiale (e Duomo), che chiude a sud la piazza centrale del paese, piazza Costituzione, intitolata a Santa Maria Maggiore, fu costruita all'inizio del XII secolo e ricostruita nel 1417. Successivamente venne trascurata a tal punto che fu riedificata nel 1769 ed ampliata nel 1837 in stile ottocentesco e consacrata l'8 settembre 1883. Attualmente si presenta ad un'unica navata e con sei altari laterali. Da segnalare la pala di San Rocco attribuita a Bonifacio de' Pitati.
Pochi anni fa è stato restaurato l'alto campanile che si slancia alla sinistra della facciata; da notare che nella costruzione venne usata, come pietra angolare, un'ara romana dedicata al dio Mercurio.
- Chiesetta di Sant'Abbondio alla Motta - XV secolo

Poco lontana dal Duomo, verso sud, al di là dell'Alpone, si trova la chiesetta romanica di Sant'Abbondio, ad un'unica navata, ricostruita nel biennio 1491 - 1493 sopra i resti di una precedente chiesetta dedicata ai Santi Abbondio e Bonifacio (distrutta con il castello dei Conti di San Bonifacio nel 1243 ad opera di Ezzelino da Romano).
All'interno vi sono vari affreschi (opera di anonimi), dipinti, alcuni ex voto, una statua dedicata al Santo titolare e una Pietà in terracotta.
Vicino alla chiesa, la vegetazione del “Parco della Rimembranza”, sulla collinetta della Motta nasconde i ruderi del distrutto castello dei Conti di San Bonifacio, coloro che diedero il nome al paese.
- Chiesetta di San Biagio - XVII secolo

Dall'altro lato della strada che delimita villa Carlotti, troviamo, addossata alla corte Lora, la chiesetta (detta anche oratorio) di San Biagio, prima chiesa parrocchiale di Prova (con la costituzione della parrocchia nel 1838).
L'edificio (sotto il quale si trova una cantina a volta) venne terminato nel 1695, come attesta una lapide sopra l'altare, che attribuisce la costruzione al marchese Giulio Carlotti.
Il portale d'ingresso è probabilmente proveniente da un'altra chiesa, più antica e anch'essa dedicata a San Biagio, che doveva trovarsi non lontano e che andò in rovina.
La chiesetta è ricca internamente di affreschi di pregevole valore storico, è stata restaurata negli anni novanta del XX secolo.
La pianta è di forma poligonale secondo una metodologia tipica del periodo barocco; l'originale
copertura a capriate lignee della navata è attualmente occultata da un controsoffitto.
Al centro dell'altare troviamo la pala (attribuita al Prunati ma sicuramente precedente) dedicata a San Biagio tra San Carlo Borromeo e San Francesco, anch'essa restaurata per motivi di conservazione ma anche a causa di un trafugamento che aveva subito.
- Oratorio di San Michele Arcangelo - XVII secolo

Oratorio di Villa Thiene in località Torri di Confine, nel territorio del Comune di Gambellara, fa però parte della parrocchia di San Giovanni Battista in Locara.
- Cappella di San Francesco - XVII secolo

Cappella di Villa Negri, in località Perarolo, è stata restaurata nel 2008.
- Chiesa parrocchiale di Lobia - XVII secolo

Passata la frazione di Prova, sulla strada per Lonigo, troviamo il paese di Lobia e la sua chiesa dedicata a Santa Lucia. Venne eretta nel 1645 ad unica navata e fu affidata alla gestione di un curato che dipendeva dalla pieve di San Giovanni di Locara (in quanto Lobia era, all'epoca, contrada di Locara).
Nel 1925 venne costituita la parrocchia di Lobia e per l'occasione la chiesa venne ampliata con due navate laterali; un ulteriore ampliamento fu realizzato nel 1935.
- Chiesa parrocchiale di Locara - XX secolo

L'attuale chiesa parrocchiale di Locara fu ricostruita a tre navate negli anni 1906-1909 e fu consacrata il 23 luglio 1927. È dedicata a San Giovanni Battista e si trova a pochi metri dalla precedente chiesetta del 1750. In realtà l'esistenza della parrocchia è documentata già precedentemente dai registri parrocchiali di metà '600; inoltre è probabile che risalga al VII secolo il ruolo di Locara come oratorio (luogo di preghiera) dipendente da Montecchia di Crosara.
Interessante è la presenza di una statua di San Benedetto all'interno della chiesa in quanto ricorda i benedettini di Villanova (è documentata, nel X secolo, la presenza a Locara di una cappella sottoposta all'abbazia di San Pietro) mentre sull'altare dedicato a San Giovanni Battista è posta una tela della "Natività" del santo, opera di scuola veneziana del Tiziano (questo era anche l'altare maggiore della vecchia chiesa; tutti gli altari della parrocchiale e il fonte battesimale provengono dalla vecchia chiesa). Accanto alla sacrestia c'è la cappella con l'altare barocco in marmo dedicato alla Madonna della Salute la cui immagine viene portata in processione il 15 agosto e nella festa del Santo Rosario.
- Oratorio di San Giovanni Bosco - XX secolo

Chiesa dell'oratorio di San Bonifacio, costruita tra il 1934 e il 1935.
- Chiesa parrocchiale di Prova - XX secolo

Dedicata alla Presentazione della Beata Vergine Maria, fu costruita tra il 1940 e il 1942.
- Chiesa di San Giuseppe Lavoratore - XX secolo

Chiesa parrocchiale del quartiere Praissola, costruita tra il 1978 e il 1982.

### Architetture civili

#### Ville
- Villa Carlotti - XVIII secolo

Uscendo dal centro e dirigendosi verso Lonigo, nella campagna ad est della frazione Prova abbiamo villa Carlotti (ora abitata dalla famiglia Colli) avente struttura tipica di un palazzo signorile del primo settecento: a tre piani, vastissima, con ampie sale ad ogni piano ed in ottimo stato di conservazione.
All'altezza del tetto si erge un attico, al centro del quale si trova una statua raffigurante "Giove con aquila" ai cui piedi è sistemato lo stemma dei marchesi Carlotti con la data 1704 (anno in cui si completò il rinnovamento della primitiva villa). La statua della divinità greca, attribuita a "Francesco Filippini", è probabilmente l'unico pezzo superstite di un più ampio ciclo di sculture raffigurante divinità dell'Olimpo e resta unico segno dello splendore settecentesco che il palazzo ha smarrito con la perdita degli arredi originali.
- Villa Gritti - XV secolo

Si tratta della villa più nota di San Bonifacio, e proprio la sua gradevolezza ha finito col trasmettere il nome alla frazione (Villabella). Si trova collocata su un'antica terrazzatura dell'Adige dominante la vasta pianura sottostante.
Probabilmente i primi proprietari furono dei componenti della famiglia Cavalli, ricchi possidenti veronesi che troviamo nel territorio di San Bonifacio e in quello di Soave all'indomani della vendita delle proprietà della "fattoria scaligera" da parte di Venezia tra il 1406 e il 1417. Pietro Cavalli infatti nel 1408 concluse un ingente acquisto di terreni nella zona. Nel 1480 la fabbrica venne ceduta a Bianca Malaspina, marchesa di Fosdinovo e moglie di Gabriele Malaspina, quest'ultima maritava in seconde nozze Virgilio Sforza di Attendolo, conte di Cotignola il quale nel 1522 diede la villa e tutti i possedimenti annessi in dote alla figlia Giulia sposa al nobile veneziano Alvise Gritti.
Fu la famiglia Gritti che provvide ad ingrandire la villa dandole le dimensioni attuali, trasformandone l'organizzazione col trasferimento delle barchesse dal lato Est a quello Ovest della casa padronale come si desume dal confronto tra due cabrei datati rispettivamente 1619 e 1687. I Gritti tennero per circa tre secoli la proprietà che tra il 1687 ed il 1795 doveva aggirarsi sui 1100 campi come è attestato dai disegni di Matteo Alberti e Stefano Codroipo e da quello di Gaetano Pellesina eseguito per Franco e Marcantonio Gritti; poi Francesco Gritti nel 1830 la cedette ai Camuzzoni che la rilevarono pressoché in stato di abbandono, situazione questa dovuta forse sia ai numerosi straripamenti dei fiumi ad essa vicini, sia a causa delle conseguenze patite per le battaglie napoleoniche combattute qualche decennio prima nei territori circostanti.
Fu in particolare Giulio Camuzzoni che si occupò di riportare la villa alla sua antica bellezza, anzi sotto la sua proprietà essa raggiunse il massimo dello splendore con le migliorie che egli vi apportò come: l'ingresso al giardino con la cancellata, disegnata dall'amico patriota Carlo Montanari, tra due pilastri decorati da vasi in pietra che fu chiamata "Albertina" in onore di una componente della famiglia; la costruzione delle serre in stile neomoresco, caratterizzate da slanciati contrafforti poligonali terminanti in pinnacoli che suddividono uno spazio in cui si aprono delle finestre di chiara foggia araba; l'edificazione della torre in cotto ornata da merli, suddivisa in una parte più bassa, denominata con titolazione familiare, "Antonietta" (1856) e in una più elevata detta "Eleonora" (1890); le modifiche al prospetto dell'edificio padronale in stile neoclassico più sotto descritto, così come le trasformazioni di altri edifici nelle facciate secondo lo stile neomedioevale. L'insieme viene così ad assumere l'aspetto tipico dell'eclettismo della seconda metà dell'ottocento, caratterizzato dalla compresenza di una pluralità di stili architettonici.
Il complesso si presenta assai differente nelle due facciate che lo caratterizzano: la facciata Nord è la più importante, quella di rappresentanza, arricchita dal bel giardino all'italiana, è caratterizzata dal corpo centrale in stile neoclassico con un frontone triangolare modanato sorretto da quattro semicolonne di ordine ionico poggianti su di un alto plinto. Una doppia gradinata conduce direttamente al piano nobile caratterizzato da finestre architravate di forma allungata sormontate da timpani aggettanti. L'edificio è affiancato da due fabbricati a due piani; quello a nord-est è in stile eclettico, e l'altro a nord-ovest è in stile moresco.
La facciata Sud è invece molto più semplice, essa costituisce la parte produttiva della villa; si apre su una grande aia, con pavimento in cotto, bordata in tufo, con numerosi corpi di fabbrica che la delimitano come le grandi barchesse dai volti ad arco ribassato e le case dei "laorenti" a testimonianza della grossa azienda agricola qui esistente, dedita in particolar modo, sia nel periodo dei Gritti che in quello dei Camuzzoni, alla risicultura. A questo proposito, in fondo al giardino che circonda l'aia, si trova un rustico del tardo Cinquecento con porticato a piano terra costituito da colonne doriche in tufo di epoca settecentesca, denominato "La Pila".
Dietro il porticato vi è il rustico con doppia destinazione di abitazione e magazzino. Parte dell'edificio ed il porticato, con pavimentazione in pietra, erano adibiti alla pilatura del riso. Tutta la proprietà è interessata da un insieme di canalizzazioni ideate da Giulio Camuzzoni che servivano nella zona meridionale della proprietà a scopo irriguo, mentre a Nord erano sfruttate per creare giochi d'acqua al fine di abbellire il giardino arricchito anche da accorgimenti tecnologici, come il mulino posto a Nord Est nel parco, da realizzazioni artistiche ad esempio la vasca con fontana ingentilita agli angoli da alti pilastri in pietra e posta nei pressi delle serre. Chiude l'angolo Nord-Ovest del giardino la chiesa dedicata a San Matteo che originariamente si trovava in posizione diametralmente opposta nella proprietà, ma qui collocata durante il riordino funzionale della villa apportato come già detto dai Gritti, ornata di un campanile a tre campane fu restaurata nel 1926 in seguito alla sepoltura di Rosabianca Cazzola, figlia di Stanislao, proprietario che succedette ai Camuzzoni. La facciata sobria presenta un frontone sorretto da due coppie di lesene con capitello ionico. Subito dopo la seconda guerra mondiale la villa passò dai Cazzola ai Matarazzo e dal 1973 alla famiglia Conforti.
- Villa Scudellari - XVII secolo

La villa è situata in località Motta, sulle pendici di un piccolo colle di origine vulcanica (si tratta di una lingua di rocce magmatiche effusive di natura basaltica, un rilievo isolato nella pianura, ma di eguale derivazione di quelli della fascia collinare lessinea).
In questo luogo, il cui toponimo Motta indica appunto un rialzo del terreno, era situato il castello di San Bonifacio della omonima famiglia, possente maniero sito in posizione rilevata e protetto dal fiume e dalle estese aree paludose circostanti, ciononostante preso nel 1243 da Ezzelino III da Romano e successivamente (dopo il 1276) demolito dagli scaligeri in ottemperanza alle disposizioni di pace sottoscritte con i Padovani che prevedevano la demolizione di tutte le fortificazioni ad oriente della val d'Alpone verso Vicenza e Padova. Attorno al castello era sorto il primo nucleo abitato di San Bonifacio e ancor oggi l'impianto urbanistico di questa zona è assai interessante perché ricalca chiaramente quella antica disposizione.
L'attuale aspetto della villa ci suggerisce di datarla verso la fine del Settecento - inizi Ottocento, anche se molto probabilmente il suo impianto è molto più antico. Sarà utile sottolineare come oggi essa si trovi su un piano assai più rialzato rispetto alla chiesa di Sant'Abbondio, quando invece in immagini d'epoca (un'antica cartolina) essa appariva sullo stesso livello della chiesa. La stranezza deriva dal fatto che durante dei lavori di restauro della antica pieve di Sant'Abbondio effettuati nel 1900, ci si accorse che il livello del pavimento originario della chiesa si trovava almeno un metro e mezzo più in basso. Si provvide perciò a operare uno scavo che riportasse l'altezza della costruzione ai valori primitivi, cosicché la villa adiacente risultò sopraelevata nei riguardi della chiesa. Probabilmente il rialzo fu dovuto alla distesa di rovine del castello demolito per ordine di Alberto Della Scala, macerie che avevano riempito l'antico vallo situato attorno a una delle tre cinte di mura del Castello, ove oggi passa la strada, seppellendo parzialmente anche la chiesa che comunque, anche se in certa misura invasa dalle rovine, continuò a essere utilizzata dal momento che subì altri interventi come dimostrano gli affreschi della zona absidale (bella annunciazione della fine del Trecento) e i numerosi ex-voto successivi ad un ripristino strutturale avvenuto nel 1491.
Attualmente il palazzo è di proprietà della famiglia Burato che la acquisì dal amministrazione comunale di San Bonifacio. Questa ne era venuta in possesso a seguito di una permuta con la Parrocchia di Sant'Abbondio, la quale a sua volta l'aveva ricevuta dal Seminario di Vicenza beneficiario del lascito nel 1952 di Maria Annunciata Scudellari.
La Scudellari era l'ultima discendente di una famiglia che aveva detenuto la villa da lungo tempo assieme a un'ampia dotazione di campi e di caseggiati. Secondo alcune notizie sembra che nel XVI secolo la chiesa e l'annessa casa siano state date in gestione ai Morando, nobile famiglia veronese, che a San Bonifacio possedeva ampie proprietà e almeno un'altra villa, in località Fossabassa. Tuttavia lo stemma riportato sopra il portale d'ingresso del palazzo della Motta, non corrisponde a questa famiglia e nemmeno a quello di nessun'altra tra le casate nobili veronesi, aprendo così un'interessante questione circa la vera attribuzione della proprietà di questo stabile.La facciata principale della villa è orientata ad ovest, essa si sviluppa su due piani più il granaio e presenta solamente quattro finestre per piano, a differenza della facciata ad est (più antica nei caratteri) che ne presenta sei. Il prospetto ad ovest è databile, come già ricordato, tra la fine del Settecento e l'inizio dell'Ottocento, ciò si evince dagli elementi architettonici visibili al primo piano, mentre il portale d'ingresso ad arco, di pregevole fattura, con il famoso fregio, sembra presentare forme del '6-700. La struttura dell'edificio ha la tipica disposizione della casa veneta con salone centrale, stanze e scale che si aprono sui lati di questo. Sul lato orientale si apre la corte che si trova su una sorta di terrazza che domina e che sporge sul piano di campagna sottostante raggiungibile per mezzo di una scala. Delle semplici barchesse cingono i lati del cortile. Di qualche interesse architettonico è un piccolo deposito con due aperture ad arco ribassato costruito alle spalle della chiesa che ne ingloba l'abside. In una mappa del 1614 è già visibile il complesso della villa che presenta una colombara, ora non più esistente, posto in corrispondenza all'attuale accesso carraio alla corte.
- Villa Thiene - XV secolo

La villa è situata a Torri di Confine, frazione di Gambellara. Il toponimo Torri di confine induce a ritenere che in questo luogo doveva esserci un importante confine amministrativo tale da determinare l'edificazione di una o più torri, vale a dire una fortificazione. Attualmente, come sappiamo, qui passa il confine tra la Provincia di Verona e la Provincia di Vicenza, ma nel passato non era sempre stato così, visto che il confine in epoca carolingia tra il distretto veronese e quello vicentino si fermava sull'Alpone. Fu solo in seguito alla pace di Fontaniva (28 marzo 1147) stipulata tra Vicenza e Padova, che a Verona, alleata di Vicenza, furono cedute da quest'ultima le ville di Costalunga, Montecchia di Crosara, Locara, Villanova, San Bonifacio, Zimella e Cologna Veneta. Il territorio del comune di San Bonifacio passò quindi dalla pertinenza vicentina a quella veronese solamente dalla data della pace di Fontaniva. Si può ritenere che da questo momento in poi il sito sia divenuto importante agli scopi confinari. Esso lo fu almeno fino a quando gli Scaligeri non acquisirono i territori vicentini (1311); specialmente nei cinquant'anni precedenti tale data quando imperversavano le scorrerie dei Carraresi signori di Padova, che in più occasioni cercarono di acquisire Lonigo e il suo territorio rendendo così assai critica la condizione di tutta l'area e in particolare della zona di confine con Verona. È da considerare quindi che furono gli Scaligeri a ordinarne le fortificazioni. Il documento più antico che possediamo su Torri di Confine è l'immagine riportata in una mappa quattrocentesca anonima, senza titolo, in cui è riportato il toponimo con la seguente dicitura: "Tore de confin soto Sanbonifacio", e in cui è rappresentato un edificio munito di grossa torre.
Dopo la dedizione a Venezia (1405) ogni valore difensivo fu definitivamente perduto e la fortificazione fu trasformata in villa rustica. Sembra che i primi acquirenti di questo bene, alienato assieme agli altri facenti parte della cosiddetta Fattoria Scaligera, siano stati i Da Lisca con il milite Giovanni nel 1407. Quindi la proprietà passò alla nobile famiglia dei Thiene di cui resta traccia nello stemma scolpito sopra il portone d'ingresso carraio del grande edificio lungo la strada.
Probabilmente furono i membri di quest'ultima famiglia a far costruire il fabbricato che costeggia la Statale, la cui tipica lavorazione riprende motivi tratti da esempi romani e ci induce a datarne l'edificazione alla fine del 400. Il complesso si discosta dal modello di villa, vertendo maggiormente in senso di edificio urbano, probabilmente perché la propria funzione riguardava anche l'essere stazione di posta verosimilmente in sostituzione della vecchia mansiones romana, di qui poco lontana, tuttavia a proprio corredo presenta i tipici annessi rurali delle ville come la colombara e la cappella consegnandoci così una costruzione dotata di caratteristiche distintive. È anche assai interessante effettuare un paragone con il contemporaneo palazzo Miniscalchi in via Marconi a San Bonifacio in cui si possono notare importanti analogie. Il complesso è costituito da due edifici posti ortogonalmente tra loro, la parte più antica comprende la torre costituita da muratura mista in mattoni e pietrame e l'edificio collegato avente nella facciata esterna una piccola finestra a volto acuto che ne consente una datazione nei primi del 400. La facciata verso la strada, la più recente, doveva essere originariamente simmetrica, con l'elemento centrale più alto, caratterizzato dal grande volto. Tutta l'ala sinistra, successivamente trasformata in stalla, presenta nella muratura evidenti segni dei contorni delle finestre assai simili a quelli del lato destro. L'ingresso dell'abitazione avveniva dal sottoportico, i due balconcini nel corpo centrale sono successivi e derivano dalla trasformazione di due finestre in porte. Dalla parte opposta della strada statale, in comune di Gambellara, si trova la piccola cappella dedicata a San Michele Arcangelo. L'attuale edificio risale al 1700 e presenta una struttura assai rimaneggiata. La sua origine sembra assai più antica. Sicuramente originale il contorno della porta d'ingresso con timpano spezzato e stemma della famiglia Thiene. Da sottolineare come l'antica fiera di San Michele per il bestiame, prendesse origine in questo luogo proprio in forza di questa cappella, e solo successivamente fosse spostata a San Bonifacio.
- Villa Negri - Ca' Dell'Ora - XVIII secolo

Nelle mappe dell'800 la zona in cui è ubicata questa villa è indicata come proprietà dei Negri, una famiglia della nobiltà vicentina, che aveva grandi possedimenti in questa parte di San Bonifacio. È del resto evidente come la proprietà terriera collegata all'altra villa Negri di Perarolo, si estenda oltre la strada statale, fino al torrente Chiampo in un'area contigua a quella di Cà dell'Ora. Questa villa fu fatta erigere dalla famiglia Negri. La si può ammirare dalla strada Statale (venendo da Vicenza a destra) un po' all'interno, circondata da un'estesa campagna. Fu probabilmente la residenza di Pier Eleonoro Negri, eroe del risorgimento. Le forme sono quelle del Neopalladianesimo della fine '700, primi '800, un po' rigide e senza invenzioni.La casa, un volume compatto e pulito, risulta un po' isolata in uno spazio vuoto che neanche il bel giardino riesce a colmare e gli annessi rustici, piuttosto consistenti ma semplici, sono a una distanza tale da non poter interferire.
La casa è stata restaurata qualche decennio fa ed è stato aggiunto un consistente corpo di fabbrica a nord, che risulta invisibile almeno dalla vista frontale. Inoltre la scelta dei coppi scuri, ha aumentato il senso di alterigia che già di per sé l'edificio promana.
Tra le ville venete sambonifacesi, questa è senz'altro quella in cui la rappresentatività è messa al primo posto, arrivando alla soluzione della casa tempio. Questo genere inventato dal Palladio, nelle mani del grande architetto, ha prodotto dei veri capolavori di armonia di tutto l'insieme. Le opere del '700 - '800 che hanno ripreso i modelli Palladiani, solo raramente sono riusciti a ricrearne la suggestione.
La facciata a sud è la parte più significativa della villa: l'impostazione è classica, con l'elemento centrale a pronao, che emerge leggermente dal volume compatto dell'edificio e crea, al piano nobile il forte chiaroscuro della loggia con le quattro colonne ioniche sorreggenti il timpano. Nella trabeazione si legge la scritta: "LAN IX DE LEMPIRE DE NAPOLEON LE GRAND", quindi 1813. Non è certo che questa sia l'effettiva data di costruzione della villa, o solo un motto celebrativo. La datazione rimane un'incognita.
Tutto il piano terra è rivestito in marmo, creando forse volutamente, un netto stacco col piano superiore invece molto ricco di elementi decorativi. Nel complesso le proporzioni della facciata risultano ben equilibrate. Gli annessi costituiscono un lungo edificio allineato alla casa padronale. Comprendono una barchessa e le case dei "laorenti". L'insieme non presenta particolari significativi: la povertà delle finiture contrasta nettamente con la solennità dell'edificio padronale, ma questa distinzione è sicuramente voluta. Nell'evoluzione della villa veneta dai primi esempi del '400 fino alla fine del '700, si assiste al progressivo allontanamento degli annessi rustici dalla casa del padrone, questo anche per dimostrare simbolicamente il distacco, richiesto alla nobiltà dal lavoro. L'uso della villa diventa quindi sempre più per svago e rappresentatività che per un effettivo controllo, com'era in origine, dello svolgimento delle attività agricole.

#### Musei
- Museo Civico Geopaleontologico

Sede:
Il Museo Civico Geopaleontologico di San Bonifacio "Abate Don Giuseppe Dalla Tomba" è situato all'interno del complesso dell'Abbazia di San Pietro.
L'origine e l'allestimento museale:
Il Museo nasce dalla donazione fatta al Comune di San Bonifacio nel 1984 della collezione di reperti geopaleontologici di Don Giuseppe Dalla Tomba, Abate a Villanova di San Bonifacio dal 1939 fino al 1980, con il vincolo di offrire loro, un'adeguata esposizione museale. Il materiale geopaleontologico è stato esposto inizialmente nel museo situato presso il Palazzo della Cultura in via Marconi e inaugurato nell'ottobre del 1994. Successivamente, il 4 ottobre 2003, è stato trasferito nell'attuale sede. Il progetto scientifico di allestimento è stato elaborato dal geologo Dott. Enrico Castellaccio. I materiali del Museo sono esposti in 21 vetrine all'interno di due sale. Il Museo illustra gli aspetti geologici del territorio di San Bonifacio e, attraverso una ricca collezione di fossili provenienti da molte aree diverse, rappresenta tutte le Ere geologiche in un viaggio nel tempo che ci permette di capire le trasformazioni più importanti delle forme di vita avvenute sulla Terra fin dal lontanissimo Archeozoico (circa 4,6 miliardi di anni fa). Tra i fossili esposti ci sono alcuni esemplari provenienti dalle località fossilifere di Bolca. Inoltre si possono osservare 78 minerali raccolti in due vetrine.

## Società

### Evoluzione demografica
Abitanti censiti

- Come in buona parte del Veneto, anche San Bonifacio è caratterizzato da una nutrita presenza di cittadini stranieri, che al 1 gennaio 2022 risultavano essere 3 101, ovvero il 14,40% della popolazione del comune[11].

## Cultura

### Musei
Il museo civico geopanteologico espone testimonianze archeologiche e naturalistiche della val d’Alpone e della valle del Chiampo

### Opere
L'opera Oberto, Conte di San Bonifacio di Giuseppe Verdi narra dei conti di San Bonifacio a seguito della sconfitta da parte di Ezzelino III da Romano

### Eventi
- Palio delle contrade - sabato e domenica della prima settimana di settembre
- Fiera di San Marco

Parcheggio Palù (vicino al centro di San Bonifacio) intorno al 25 aprile
- Festa di San Giuseppe lavoratore

Quartiere Praissola intorno al 1º maggio
- Festa di San Bonifacio

Il sabato più prossimo al 5 di giugno
- Festa di Sant'Antonio a Coalonga

Piazza Sant'Antonio verso il 13 giugno
- Festa della Sorana

A Locara in agosto
- Sagra di Sant'Abbondio

Ultima settimana di agosto presso la chiesa di Sant'Abbondio (località Motta)
- Truck Festival

Festival dei camion a Lobia in maggio
- Sagra di San Biagio

A Prova, nei weekend adiacenti al 3 febbraio piazzale Michelangelo
- Sagra Madonna della Neve

A San Bonifacio, Piazzetta Asiago, inizio agosto.
- Concerto "Il Sorriso del Natale"

A cura dell'associazione New Sambo Big Band - Banda Spettacolo di Prova APS - Teatro Centrale - 26 dicembre
- Concerto di Capodanno

Orchestra da Camera "Alio Modo Ensemble" (dal 2001) - Sala Barbarani, 1º gennaio ore 17
- Concerto della domenica delle Palme
- Rassegna Teatrale "Il febbraio del sabato sera"

Teatro Centrale, tutti i sabato di febbraio
- Rassegna Teatrale "Teatro in Villa"

Villa Gritti (Villanova di San Bonifacio), luglio
- Mercato Settimanale

Ogni Mercoledì mattina (per le vie del centro)
- Mercato KM ZERO

Ogni Venerdì pomeriggio (in Piazza Costituzione)

## Istruzione
Nel territorio di San Bonifacio sono presenti tre asili nido, diverse scuole dell'infanzia, quattro scuole primarie, le scuole medie "Bonturi" e "Piubello", il liceo "Guarino Veronese", il centro di formazione professionale “San Gaetano” e l'istituto tecnico statale "Luciano Dal Cero".

## Economia
Questa è una zona di produzione del vino Arcole DOC e Soave DOC
San Bonifacio presenta nel territorio comunale molte aziende sviluppatosi a seguito del boom degli anni '80 tra cui conosciute a livello globale come: Pakelo; Pedrollo e Ferroli. Nella periferia del comune si trovano coltivazioni di mais, frumento, soia, uva, frutta e ortaggi.
Numerosi sono i negozi all'interno del centro storico oltre alla presenza di un centro commerciale situato lungo la SP7.

### Servizi

#### Servizi sanitari
L'ospedale Girolamo Fracastoro è il più grande e più attrezzato centro di assistenza sanitaria dell'est Veronese e in esso sono attivi i dipartimenti di:
- medicina generale (medicina interna, malattie infettive, malattie metaboliche e diabetiche, gastroenterologia - endoscopia digestiva, pneumologia, oncologia medica, radioterapia e medicina nucleare);
- medicina specialistica (cardiologia, nefrologia – dialisi, neurologia);
- servizi (radiologia, laboratorio analisi, anatomia e istologia patologica);
- chirurgia (chirurgia generale, oculistica, otorinolaringoiatria, ortopedia, urologia, odontostomatologia);
- continuità assistenziale (geriatria, recupero rieducazione funzionale, lungodegenza);
- materno infantile (pediatria, ostetricia - ginecologia);
- dipartimento interaziendale (farmacia ospedaliera, trasfusionale ed immunologia);
- urgenze - emergenze (anestesia – rianimazione, prontosoccorso).

Sono inoltre presenti farmacie nei vari centri abitati ed una casa di riposo nel centro cittadino.

## Infrastrutture e trasporti

### Strade
A San Bonifacio è presente il casello di Soave - San Bonifacio dell'autostrada A4; la città è inoltre interessata dalle strade provinciali SP12 (da Lonigo), SP7 (da Cologna Veneta), SP38 (da Belfiore) e dalla Strada statale 11 Padana Superiore.

### Mobilità
La stazione ferroviaria si trova in Corso Venezia, vicina al centro ed è posta sulla ferrovia Milano-Venezia; vi fermano i treni regionali svolti da Trenitalia nell'ambito del contratto di servizio con la Regione Veneto. Il trasporto pubblico è garantito anche da autocorse svolte dalla società Azienda Trasporti Verona (ATV).
La località svolse inoltre, fra il 1881 e il 1956, un'importante funzione di nodo tranviario, per la presenza delle tranvia Verona-Caldiero-San Bonifacio, che percorreva la suddetta statale, della San Bonifacio-Lonigo-Cologna Veneta e della diramazione San Bonifacio-San Giovanni Ilarione. La tranvia per Verona fu sostituita nel 1959 da una filovia, soppressa nel 1981.

## Amministrazione
| Periodo          | Periodo          | Primo cittadino        | Partito                                     | Carica      | Note          |
| ---------------- | ---------------- | ---------------------- | ------------------------------------------- | ----------- | ------------- |
| 1 maggio 1945    | 2 giugno 1946    | Arturo Burato          | Democrazia Cristiana                        | Sindaco     | [ 12 ]        |
| 2 giugno 1946    | 7 giugno 1951    | Arturo Burato          | Democrazia Cristiana                        | Sindaco     |               |
| 15 giugno 1985   | 6 luglio 1990    | Luigi Gaetano Trevisoi | Democrazia Cristiana                        | Sindaco     | [ 13 ]        |
| 6 luglio 1990    | 12 aprile 1994   | Carlo Bressan          | Democrazia Cristiana                        | Sindaco     | [ 14 ]        |
| 12 aprile 1994   | 5 dicembre 1994  | Mario Ombrosi          |                                             | Commissario | [ 15 ] [ 16 ] |
| 5 dicembre 1994  | 14 dicembre 1998 | Silvano Polo           | Lega Nord                                   | Sindaco     | Elezioni 1994 |
| 14 dicembre 1998 | 5 febbraio 2001  | Guglielmo Rinaldi      | Centro-sinistra - con L'Ulivo-civiche       | Sindaco     | Elezioni 1998 |
| 5 febbraio 2001  | 14 maggio 2001   | Giuseppe Oneri         |                                             | Commissario | [ 19 ] [ 20 ] |
| 14 maggio 2001   | 30 ottobre 2003  | Antonio Casu           | Forza Italia - con CCD-CDU-AN-LN            | Sindaco     | Elezioni 2001 |
| 30 ottobre 2003  | 28 giugno 2004   | Elio Faillaci          |                                             | Commissario | [ 22 ] [ 23 ] |
| 28 giugno 2004   | 23 giugno 2009   | Silvano Polo           | Liga Veneta Repubblica - con civiche        | Sindaco     | Elezioni 2004 |
| 23 giugno 2009   | 10 ottobre 2013  | Antonio Casu           | Il Popolo delle Libertà - con LN-PP-civiche | Sindaco     | Elezioni 2009 |
| 10 ottobre 2013  | 10 giugno 2014   | Iginio Olita           |                                             | Commissario | [ 26 ]        |
| 10 giugno 2014   | 9 giugno 2019    | Giampaolo Provoli      | Partito Democratico - con SC-civiche        | Sindaco     | Elezioni 2014 |
| 9 giugno 2019    | 24 giugno 2024   | Giampaolo Provoli      | Liste civiche di centro-sinistra            | Sindaco     | Elezioni 2019 |
| 24 giugno 2024   | in carica        | Fulvio Soave           | Centro-destra                               | Sindaco     | Elezioni 2024 |

### Gemellaggi
Il comune di San Bonifacio ha aderito alla lista dei comuni gemellati con la fondazione "Città della Speranza".
Inoltre il comune fa parte del movimento patto dei sindaci.

## Sport

### Calcio
- Dopo la promozione in Lega Pro Seconda Divisione del 2007-2008 la Sambonifacese è stata la terza squadra professionistica di calcio della provincia di Verona dopo Hellas Verona e Chievo Verona. Il campo di casa è lo stadio Renzo Tizian. Inoltre nel corso della sua storia è stata fondamentale per la crescita di numerosi giocatori conosciuti successivamente a livello internazionale tra cui Jorginho. Nel 2019 cambia denominazione in A.S.D. Prosambonifacese 1921 e attualmente milita in Promozione. Altre squadre presenti nel territorio sono: l’US Provese che rappresenta la frazione di Prova dal 1963 ed attualmente milita in Seconda categoria e il Locara Calcio che dal 1967 rappresenta l’omonima frazione. Attualmente milita in Prima categoria.

### Pallacanestro
- Nel basket maschile la Pallacanestro San Bonifacio è la squadra del territorio. Presente con attività dal 1962, nel 1976 ha sfiorato la promozione in A2 disputando gli spareggi del campionato di serie B a Forlì. Nella stagione 2012/2013 partecipa per il quarto anno consecutivo alla Divisione Nazionale C. Il campo di casa è il Palaferroli, realizzato dal main sponsor e donato all'amministrazione comunale. L'impianto da 1.500 posti è stato inaugurato il 9 ottobre 2010. Attualmente milita in Serie B Interregionale
- Nella pallacanestro femminile la New Polibasket San Bonifacio è stato il club più prestigioso della provincia di Verona e vantava molte stagioni nella Serie A2. A seguito dello scioglimento è nata la società: Victoria Basket San Bonifacio che attualmente milita in Serie B.

### Pallavolo
- Nella pallavolo femminile sono presenti sul territorio Sambo volley

che si occupa del settore giovanile. Nella frazione di Locara è presente l’US pallavolo Locara che milita in Serie C. Inoltre la prima squadra dell’Unione Volley Montecchio Maggiore che milita in Serie A2 disputa i propri allenamenti e gli incontri presso il PalaFerroli.